# Fred Foster
Fred J. Foster (Springfield, 18 marzo 1946 – 4 ottobre 1985) è stato un cestista statunitense, professionista nella NBA.

## Carriera
Venne selezionato dai Cincinnati Royals al terzo giro del Draft NBA 1968 (28ª scelta assoluta).